# Lokasenna
Lokasenna ("Lokes skænderi") er et mytologisk digt Ældre Edda. Det omhandler en begivenhed fra Nordisk mytologi, hvor Loke håner de øvrige guder og påkalder sig deres vrede. Digtet slutter med en beskrivelse af den straf guderne giver Loke. Et gennemgående tema i Lokes beskyldninger er umoralsk seksuel optræden, praktisering af sejd og brudte løfter. En sammenligning med digtet Völuspá viser, at flere af de forhold, han beskylder guderne for, er skyld i at verdens undergang, Ragnarok, er blevet uafvendelig. Lokasenna er relateret til mytekomplekset omkring Balders død, men der er intet i dette digt, der direkte peger på, at gudernes vrede og straf af Loke er en konsekvens af det fatale drab på Balder. Det er kun i Snorre Sturlasons Yngre Edda, der findes en sådan forbindelse.

## Indhold og struktur
Digtets tema er et skænderi mellem guderne og Loke, som finder sted ved en fest, der holdes i havjætten Ægirs hal. Prosateksten, der indleder digtet, fortæller: Øge (Ægir) som også kaldtes Gyme, havde lavet Øl til Aserne, da han havde fået den store Kedel, som nu er fortalt. Til dette Gæstebud kom Odin og Frigg, hans hustru. Thor kom ikke, thi han var på Østfart; Siv, Thors Hustru, var der; ligeså Brage og hans Hustru Idun. Ty var der; han var énhåndet; Fenrisulven sled hans Hånd af ham, da den var bunden. Der var Njörd og hans Hustru Skade, Frey og Frøja, Odins Sön Vidar. Loke var der og Freys Tjenere, Byggve og Bøla. Der var mange Aser og Alfer.
Ægirs tjenere Fimafeng og Eldir bliver rost af guderne, men det vil Loke ikke høre på, og han dræber Firmafeng. Det gør guderne vrede, og de smider ham derfor ud af hallen. Loke vender imidlertid tilbage og konfronterer Eldir. Loke truer Eldir til at fortælle ham, hvad guderne taler om. Eldir svarer at de praler om deres våbens styrke og deres dåd i kamp, og at Loke ikke var velkommen derinde. Loke går alligevel ind igen, og kræver et sæde og øl på baggrund af løftet om gæstfrihed. Brage fortæller, at han ikke er velkommen længere. Til det svarer Loke, at Odin i de tidligste svor en ed:
Husker du, Odin! 
da vi i årle Tider 
blandede Blod sammen? 
Aldrig vilde 
Øl du smage, 
når ej for os begge det bares. 
Odin beder derpå Vidar om at vige pladsen for Loke.
Vidar rejser sig og skænker for Loke. Låner skåler med alle guderne, men udelader bevidst Brage. Han tilbyder Loke gaver for at løse striden, men Loke beskylder ham i stedet for fejhed. Hvilket Brage afviser, hvis de havde været i Asgård og ikke hos Ægir, ville tingene være anderledes. Idun kommer nu sin mand til undsætning ved at påpege Lokes dårlige sider, hvorpå Loke vender sine beskyldninger mod hende. Efter tur udveksler han derpå nid med alle de forsamlede guder; det omfatter udover de nævnte Gefjon, Freja, Niord, Tyr, Frej og Byggvir.
Til sidst dukker Thor op, og fire gange besvarer han Lokes forhånelser med, at kan vil bruge sin hammer til at dræbe ham. Loke svarer til sidst, at det kun er Thors trusler, der kan få ham til at gå, da det er de eneste han frygter. Han forlader hallen mens han forbander festens vært, Ægir.
Digtet afsluttes med en prosatekst, der indeholder et kort referat af hvordan guderne straffer Loke. Jaget af guderne skjuler Loke sig til sidst i et vandløb, forvandlet til en laks. Der fanges han, og han bindes under tre sten ved hjælp af tarmene fra hans egen søn, Nari. For ikke, at gøre sig skyldige i manddrab omskaber guderne, Lokes anden søn, Narfi til en ulv, som derpå dræber Nari. Skade placerer en slange over ham, fra den drypper gift ned på hans hoved. Lokes hustru Sigyn forbliver ved sin mands side, og med en skål opfanger hun slangens gift, inden den rammer ham. Men når skålen er fyldt, må hun fjerne den og tomme den, og så kan giften atter ramme hans hoved. Når det sker vrider Loke sin krop i smerte, og det fortælles i teksten, at det var årsagen til jordskælv.

## Tolkninger
Preben Meuelengracht Sørensen har foreslået, at festen hos Ægir, der er ramme for historien i Lokasenna, er led i et forsøg på at skabe en fredsslutning i den store kosmologiske konflikt mellem aserne og jætterne. Begrundelsen for det var, at en sådan fred kunne afværge Ragnarok, som nu var blevet uafvendelig med Balders død. Han foreslår videre, at det var Lokes indblanding, der betød at forsøget mislykkedes. Meulengracht Sørensen mener på den baggrund, at digtets tema er, at gudernes dominerende position og kontrol over verden i digtets nutid var i færd med at gå i opløsning.
I andre kilder fortælles det, at Lokes sønner hedder Váli og Narfe. Det, at de i denne tekst bærer navnene Nari og Narvi, er af flere redaktører og oversættere blevet tolket som en fejl i manuskriptet, og Nari er derfor i flere udgaver blevet erstattet med Váli. Andre tolker Nari og Narfi som variationer af samme navn.[kilde mangler]
De grove beskyldninger mod guderne har fået flere forskere til at tvivle på, at digtet bygger på autentiske før-kristne forestillinger, og det er blevet foreslået, at digtet i stedet er et kristent forsøg på at tilsmudse de gamle hedenske guder; bl.a. Lee M. Hollander, der introduktionen til sin oversættelse af digtet, hævder at beskrivelser af guderne som lumske og amoralske ikke kan have været den almindelige forestilling om guderne i hedensk tid. Meulengracht Sørensen mener ikke, at det er tilfældet. Hans argument er at digtet er forfattet i den stil, der kaldes Senna (ordstrid). Den karakteriseres af at hvor to parter sender fornærmelser mod hinanden. Han mener, at denne form må have hedensk oprindelse, fordi handlinger og fornærmende ord (nid) eksplicit hører til indenfor den hedenske sfære. Han konkluderer derfor, at det ikke kan være forfattet af en kristen med det formål, at skrive en blasfemisk tekst. Argumnetet underbygges yderligere med, at guderne i en kristen sammenhæng normalt ville blive fremstillet som dæmoner, og ikke blot som umoralske.